# Kleindeutsche Lösung
Kleindeutsche Lösung (tedesco: Soluzione piccolo-tedesca) è un termine che si riferisce al concetto di unificazione della Germania da parte degli Hohenzollern di Prussia, con Berlino capitale, e con l'esclusione dell'Impero austriaco.
L'idea politica di una "Piccola Germania" si ebbe per la prima volta nel XIX secolo, quando, in contrapposizione alla teoria Soluzione grande-tedesca guidata dagli Asburgo d'Austria alcuni pensatori nazionalisti teorizzarono la creazione di un unico stato tedesco, con la Prussia come forza dominante.
I parlamentari tedeschi della Confederazione tedesca eletti dopo i primi successi dei moti del 1848, si schierarono a favore del concetto di una Germania guidata dai prussiani.
Tale idea si concretizzò, infine, dopo la vittoria prussiana nelle battaglie di Sadowa (1866) e di Sedan (1870), nella costituzione dell'Impero tedesco (18 gennaio 1871).